# Abu Tidż
Abu Tidż (arab. أبو تيج, Abū Tīj) – miasto w Egipcie w muhafazie Asjut, na zachodnim brzegu Nilu.